# Leucaena
Leucaena es un género de cerca de 24 especies de árboles y arbustos, distribuidos de Texas en Estados Unidos a Perú y Paraguay. Pertenece a la subfamilia Mimosoideae de la familia de leguminosas Fabaceae.
Algunas especies (como Leucaena leucocephala) tiene frutos y semillas comestibles, usadas en alimentación forrajera animal, en abonos verdes, conservación de suelos, semillas para collares. Se planta un área de 120 km² para fuente de aceite combustible vegetal con una producción de 1 millón de barriles de aceite/año. También sirve como antihelmíntico en Sumatra, Indonesia.
Leucaena esculenta o guaje en México se come con sal. Otras especies del género tienen el alcaloide mimosina que produce pérdida de pelo, infertilidad, en algunos animales.

## Etimología
Leucaena: nombre genérico que procede del griego leukos, que significa "blanco", refiriéndose al color de las flores.

## Lista de especies
- Leucaena collinsii
- Leucaena confertiflora
- Leucaena cuspidata
- Leucaena diversifolia
- Leucaena esculenta (DC.) Benth. - guaje de México[1]
- Leucaena greggii
- Leucaena involucrata
- Leucaena lanceolata
- Leucaena lempirana
- Leucaena leucocephala
- Leucaena macrophylla
- Leucaena magnifica
- Leucaena matudae
- Leucaena mixtec
- Leucaena multicapitula
- Leucaena pallida
- Leucaena pueblana
- Leucaena pulverulenta
- Leucaena retusa
- Leucaena salvadorensis
- Leucaena shannonii
- Leucaena spontanea
- Leucaena trichandra
- Leucaena trichodes